# محمد صفوت نور الدين
محمد صفوت نور الدين أحمد مرسي (1943م - 2002م) الرئيس العام السادس لجماعة أنصار السنة المحمدية بمصر، وأحد أبرز مفكريها ومنظريها.

## الميلاد والنشأة
ولد في 20/6/1943 م بقرية أولاد مهنا، من أعمال مركز بلبيس، إحدى مراكز محافظة الشرقية في مصر، ونشأ في أسرة متدينة، وحفظ القرآن في صغره، ثم التحق بجماعة أنصار السنة المحمدية وهو في المرحلة الإعدادية متأثراً بعمه الذي كان أحد رجالاتها في مركز بلبيس، ولازم دعاتها وعلماءها واستفاد منهم، وشرع في دراسة العلوم الشرعية، بالإضافة إلي مواصلته دراسته وتعليمه المدني، حيث أتم تعليمه الجامعي وحصل على شهادة البكالوريوس في العلوم والتربية من كلية المعلمين سنة 1964م.

## مناصبه
بدأ عمله الوظيفي مدرساً للعلوم بالمرحلة الثانوية، وتدرج في السلك الوظيفي حتى صار مديرًا عاماً بوزارة التربية والتعليم.
كما تقلد المناصب في جمعية أنصار السنة المحمدية بمصر. حيث اختير عضواً في المركز العام للجماعة في سنة 1977 م. ثم قام بتأسيس فرع للجمعية في مدينة بلبيس مسقط رأسه، وعمل كسكرتير لهذا الفرع. تم اختياره كعضو في المركز العام لجمعية أنصار السنة المحمدية في عام 1977 م. ثم عمل في الثمانينات كأمين عام الدعوة بالجمعية، ثم أختير رئيساً عاماً للجمعية ورئيساً لتحرير مجلة التوحيد الصادرة عن الجمعية في سنة 1992 م ليصبح سادس رئيس لها.

## شيوخه
تلقى العلم على يد علماء ودعاة جمعية أنصار السنة المحمدية. ومنهم:-
1. عبد الله أحمد مرسي: وهو عم الشيخ، ورائد الدعوة السلفية في بلبيس
2. محمد علي عبد الرحيم: الرئيس الأسبق لجمعية أنصار السنة المحمدية.
3. محمد خليل هراس.
4. عبد الرحمن الوكيل.
5. عبد الفتاح سلامة.
6. محمد علي حسين.
7. إبراهيم سلامة.

## تلامذته
تلقى العلم منه وتتلمذ على يديه العديد من دعاة أنصار السنة المحمدية، من خلال دروسه التي كان يلقيها يوم السبت بمقر الجمعية في الزقازيق، ومن خلال ندواته وجولاته الدعوية العديدة. ومنهم:-
1. صفوت الشوادفي
2. عبد الحميد عبد المطلب: إمام وخطيب في وزارة الأوقاف في الكويت.

```
3 ـ الشيخ أحمد زكي إمام وخطيب وموجه فني في وزارة الأوقاف في { الكويت }
```

1. د. جمال المراكبي: الرئيس السابق لجمعية أنصار السنة المحمدية.
2. د. إبراهيم الشربيني
3. محمد بن عبد العزيز: باحث في إدراة الدعوة بجمعية أنصار السنة المحمدية، وحالياً مدرس في الرياض.

## تراثه العلمي والدعوي
كان الشيخ دائم التنقل والترحال في محافظات ومدن مصر، ملقيًا للمحاضرات والدروس في فروع الجميعة ومساجدها والتي بلغت في عهده 170 فرعاً و1750 مسجدًا. كما امتد نشاطه الدعوي لخارج مصر حيث شارك في الكثير من المؤتمرات والندوات وإلقاء المحاضرات في مختلف أنحاء العالم، وخصوصاً في هولندا وكندا وبلجيكا. ولقد كان بالغ الاهتمام بقضايا ومشاكل المسلمين في الغرب.
بالإضافة لكونه رئيساً لتحرير مجلة التوحيد الصادرة عن الجمعية، فقد شارك الشيخ في كتابة افتتاحية الأعداد وباب السنة، والرد على فتاوى القراء بالمجلة. وصنف العديد من الكتب، ومنها:
1. إليك أخي الحاج والمعتمر.
2. من أحكام البيوع.
3. حول أحكام الصيام.
4. الوصية بصالح الأعمال.
5. وأقيموا الصلاة.
6. حق الوالدين.

كما قام بالإشراف على مراجعة وتقريظ العديد من مطبوعات الدعاة وطلبة العلم.

## وفاته
سافر الشيخ لأداء فريضة العمرة في مكة، حيث أدى الفريضة ومكث هناك لمدة أربعة أيام. وتوفي في يوم الجمعة 20 - 9 - 2002 م الموافق 13 رجب 1423 هـ بعد أداء صلاة الجمعة في المسجد الحرام بمكة المكرمة. وأقيمت عليه صلاة الجنازة بعد صلاة المغرب في المسجد الحرام في نفس اليوم. وبحسب ما ذكره شهود العيان، فلقد كان آخر كلامه قبل الوفاة «لا إله إلا الله».